# Слони (картина)
«Слони» — картина іспанського художника Сальвадора Далі, написана у 1948 році. Зберігається у приватній колекції.
Як згадував друг і довірена особа Сальвадора Далі, Пітер Мур, Далі вважав слона своєю тотемною твариною.
На картині слони зображені із подовженими ногами. Цей мотив Далі раніше використовував на картинах «Сон, викликаний польотом бджоли навкруги граната за секунду до пробудження» (1944) і «Спокуса святого Антонія» (1946).